# Merriman (Nebraska)
Merriman je selo u američkoj saveznoj državi Nebraska. Prema popisu stanovništva iz 2010. u njemu je živjelo 128 stanovnika.